# Drummond (regionale Grafschaftsgemeinde)
Drummond ist eine regionale Grafschaftsgemeinde (französisch municipalité régionale du comté, MRC) in der kanadischen Provinz Québec.
Sie liegt in der Verwaltungsregion Centre-du-Québec und besteht aus 18 untergeordneten Verwaltungseinheiten (eine Stadt, zehn Gemeinden, ein Dorf und sechs Sprengel). Die MRC wurde am 1. Januar 1982 gegründet. Der Hauptort ist Drummondville. Die Einwohnerzahl beträgt 103.397 (Stand: 2016) und die Fläche 1.600,26 km², was einer Bevölkerungsdichte von 64,6 Einwohnern je km² entspricht.

## Gliederung
Stadt (ville)
- Drummondville

Gemeinde (municipalité)
- Durham-Sud
- L’Avenir
- Lefebvre
- Saint-Bonaventure
- Saint-Cyrille-de-Wendover
- Saint-Eugène
- Saint-Félix-de-Kingsey
- Saint-Germain-de-Grantham
- Saint-Guillaume
- Wickham

Dorf (municipalité de village)
- Notre-Dame-du-Bon-Conseil

Sprengel (municipalité de paroisse)
- Notre-Dame-du-Bon-Conseil
- Sainte-Brigitte-des-Saults
- Saint-Edmond-de-Grantham
- Saint-Lucien
- Saint-Majorique-de-Grantham
- Saint-Pie-de-Guire

## Angrenzende MRC und vergleichbare Gebiete
- Nicolet-Yamaska
- Arthabaska
- Les Sources
- Le Val-Saint-François
- Acton
- Les Maskoutains
- Pierre-De Saurel